# Metallitotuus
Metallitotuus — дебютный студийный альбом финской хеви/пауэр-метал-группы Teräsbetoni, выпущенный 6 апреля 2005 года лейблом Warner Music Finland. Название альбома, в переводе с финского означает «Истина метала». В состав альбома вошло четыре сингла: Taivas lyö tulta, Orjatar, Vahva kuin metalli и Metallisydän.

## Список композиций
1. «Teräsbetoni» — 5:54 ('Железобетон')
2. «Älä kerro meille» — 3:29 ('Не говори нам')
3. «Taivas lyö tulta» — 3:21 ('Небеса в огне')
4. «Vahva kuin metalli» — 3:02 ('Сильный, как метал')
5. «Silmä silmästä» — 3:41 ('Око за око')
6. «Metallisydän» — 5:27 ('Металлическое сердце')
7. «Orjatar» — 3:11 ('Рабыня')
8. «Tuonelaan» — 3:33 ('В мир иной')
9. «Metallitotuus» — 4:30 ('Истина метала')
10. «Voittamaton» — 3:50 ('Непобедимый')
11. «Teräksen varjo» — 4:32 ('Стальная тень')
12. «Maljanne nostakaa» — 6:05 ('Поднимите свои стаканы')

## Участники записи
- Яркко Ахола — вокал, бас-гитара
- Арто Ярвинен — гитара (также ведущий вокал в песне «Maljanne nostakaa»)
- Вильо Рантанен — гитара
- Яри Куокканен — ударные
- Саку Ярвинен — Фортепиано в песне «Maljanne nostakaa»